# Roy Díaz González
Roy Díaz González (* 1953) ist ein ehemaliger mexikanischer Badmintonspieler. Er ist das größte Talent, was der mexikanische Badmintonsport bisher hervorgebracht hat.

## Karriere
Roy Díaz González gewann im Alter von 14 Jahren seinen ersten mexikanischen Titel. Kurz darauf siegte er international bei den Belgium International im Herrendoppel mit Lee Kin Tat aus Singapur. Mit 16 Jahren war er auch schon bei den Swiss Open erfolgreich, wo er sowohl das Einzel als auch das Doppel mit Hermann Fröhlich gewann. 1974 holte er sich dort noch einmal Einzel- und Mixedtitel. 1977 wurde er Panamerikameister. Bei der Badminton-Weltmeisterschaft 1985 konnte er sich unter den besten 32 platzieren.

## Sportliche Erfolge
| Veranstaltung | Saison                                  | Disziplin    | Sieger                               |
| ------------- | --------------------------------------- | ------------ | ------------------------------------ |
| 1969          | Belgian International                   | Herrendoppel | Lee Kin Tat / Roy Díaz González      |
| 1970          | Schweiz: Internationale Meisterschaften | Herrendoppel | Hermann Fröhlich / Roy Díaz González |
| 1970          | Schweiz: Internationale Meisterschaften | Herreneinzel | Roy Díaz González                    |
| 1972          | Mexico International                    | Herreneinzel | Roy Díaz González                    |
| 1972          | Mexico International                    | Herrendoppel | Roy Díaz González / Victor Jaramillo |
| 1974          | Schweiz: Internationale Meisterschaften | Herreneinzel | Roy Díaz González                    |
| 1974          | Schweiz: Internationale Meisterschaften | Mixed        | Roy Díaz González / Deirdre Tyghe    |
| 1977          | Panamerikameisterschaft (Badminton)     | Herreneinzel | Roy Díaz González                    |
| 1977          | Mexikanische Meisterschaft              | Mixed        | Roy Díaz González / Laura Michel     |
| 1978          | Mexikanische Meisterschaft              | Herreneinzel | Roy Díaz González                    |
| 1978          | Mexico International                    | Herreneinzel | Roy Díaz González                    |